# C&K Vocal

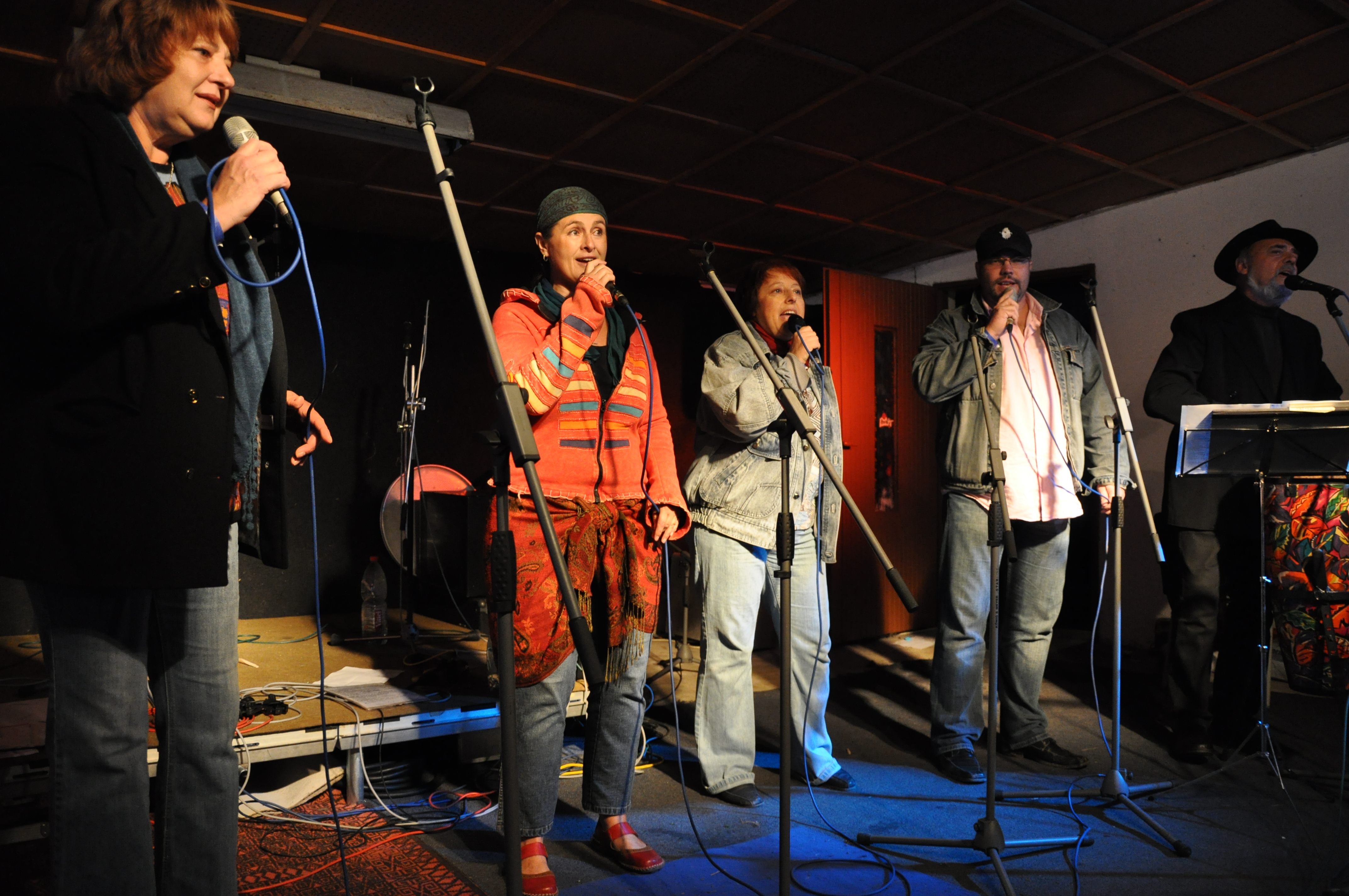
C&K Vocal na festivalu Otevřeno, Jimramov 4. září 2010.

C&K Vocal je pěvecké sdružení resp. vokální hudební skupina, jež byla založena v roce 1969. Umělecky vycházela především z tehdejší rockové, jazz-rockové a folk-rockové hudební avantgardy. Vůdčími osobnostmi kapely byli od počátku dva kamarádi a blízcí spolupracovníci Jiří Cerha a Ladislav Kantor. Svoje umělecké začátky zde zažila také pozdější vítězka ankety Zlatý slavík zpěvačka Petra Janů.
Skupina zpočátku zpívala, mimo jiné, i klasický folkový repertoár, zejména černošské spirituály. Pohostinsky také vystupovala v Divadle Semafor ve hře Jiřího Suchého Kytice. Později pravidelně koncertovala v Branickém divadle, kde měla po několik let svoji domovskou scénu.

## Zakládající sestava
- Jiří Cerha
- Ladislav Kantor
- Luboš Pospíšil
- Petra Janů
- Helena Arnetová
- Milena Červená
- Karel Klos

## Další členové
- Lubor Šonka
- Jiří Šlupka Svěrák
- Michal Pleskot
- Jiří Malšovský
- Hana Horká
- Zdena Adamová
- Zuzana Hanzlová
- Ivana Štréblová
- Jana Koubková

## Divadelní představení

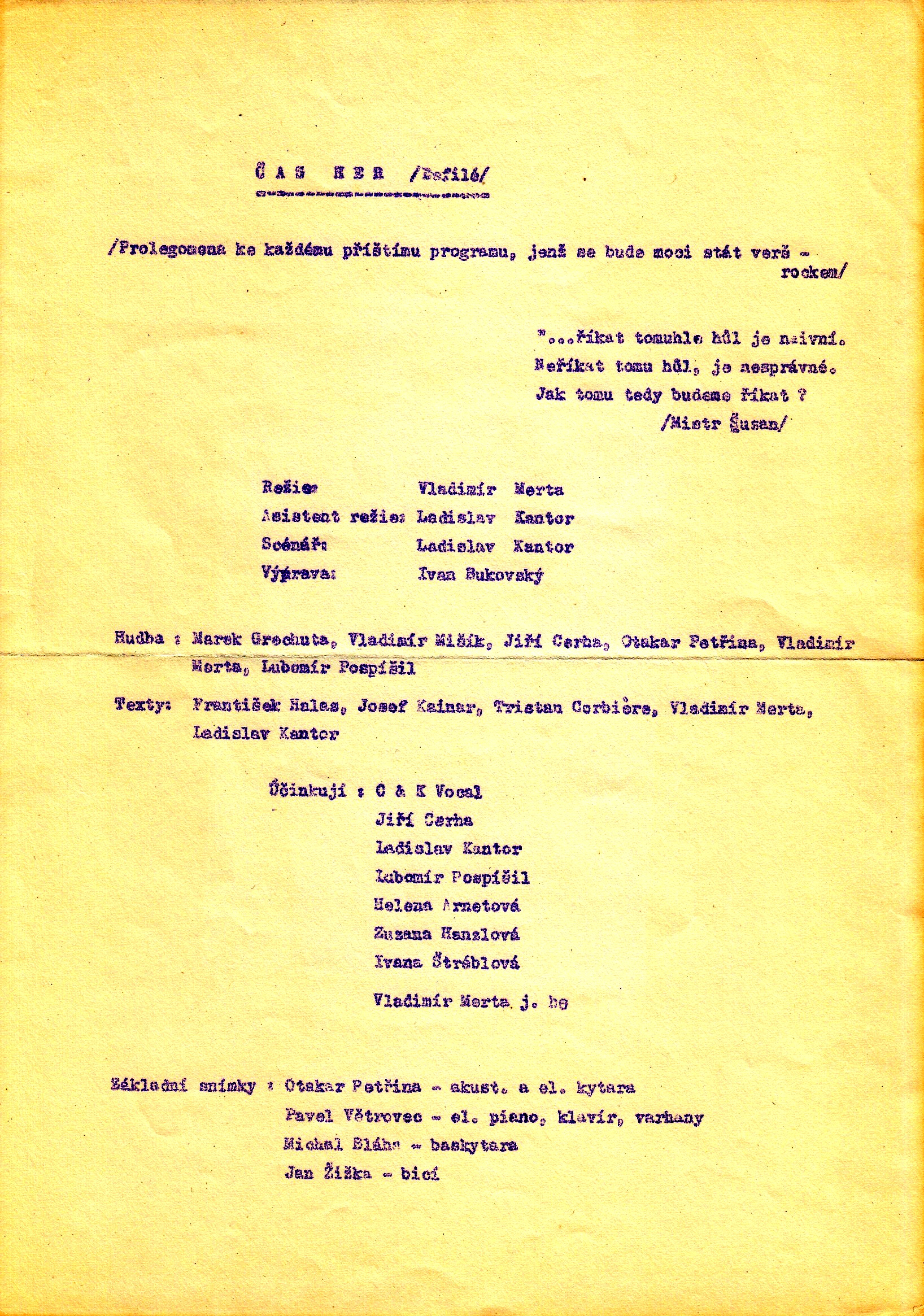
Čas her - defilé, program

- 1977 Čas her – Defilé : Prolegomena ke každému příštímu verš-rocku, který se bude moci stát programem, Divadlo Ateliér, režie: Vladimír Merta
- 1979 Krajiny duše krajiny těl : scénická montáž rockových písní a balad, Branické divadlo, režie: Ladislav Kantor, premiéra 12. prosince 1979[1]
- 1983 Balada o Zemi : scénická montáž rockových písní, Branické divadlo, režie: Ladislav Kantor, premiéra 1. února 1983[1]

## Diskografie

### LP desky
- 1975 Generation (Supraphon/Artia),
- 1977 Generace (Supraphon),
- 1981 Growing Up Time (Supraphon/Artia)
- 1985 Balada o Zemi (Supraphon)
- 1989 Causa Krysař (Supraphon)

### MC kazety
- 1992 Dadadar (Divadlo Labyrint)

### CD disky
- 1989 Causa Krysař (Supraphon)
- 1994 Veslo a růže (MHS)
- 1996 Generace – reedice doplněná o osm bonusů (Supraphon)
- 1997 Shakespeare–Sonety (B&M)
- 1999 Vánoce s C&K Vocalem (Apollo Records)
- 2002 Démoni a divoucí divy (Spojené náhody)
- 2005 Cesta svědomí – kompilace 2CD se čtyřmi dříve nevydanými skladbami (Supraphon)
- 2007 Jeremiáš (Indies – Happy Trails)
- 2008 Písně pašijové (Indies – Happy Trails)